# Yahya Golmohammadi
Yahya Golmohammadi (in persiano يحيى گل محمدى مازندرانی‎; 19 marzo 1971) è un allenatore di calcio ed ex calciatore iraniano, di ruolo difensore centrale, tecnico del Foolad.

## Carriera
Attivo esclusivamente in patria lungo tutta la sua carriera, ha debuttato nella nazionale iraniana il 21 aprile 1997 contro il Kenya. Ha disputato la Coppa d'Asia del 2004 e il campionato mondiale del 2006, in cui ha segnato un gol contro il Messico.

## Palmarès

### Giocatore

#### Club
- Campionato iraniano: 2

Persepolis: 1995-1996, 1996-1997
- Coppa d'Iran: 1

Persepolis: 1998–99

#### Nazionale
- Giochi asiatici: 1

2002

### Allenatore

#### Competizioni nazionali
- Campionato iraniano: 2

Persepolis: 2020-2021, 2022-2023
- Coppa dell'Iran: 2

Zob Ahan: 2014-2015
Persepolis: 2022-2023
- Supercoppa dell'Iran: 1

Zob Ahan: 2016